# Campeonato Goiano de Futebol de 1961 (Campeonato Estadual)
O Campeonato Goiano de 1961 foi a 5º edição da divisão principal do campeonato estadual de Goiás. Foi realizado e organizado pela Federação Goiana de Desportos e disputado por 3 clubes entre os dias 13 de maio e 12 de agosto de 1962.
Esta foi a quinta edição do Campeonato Goiano e não é reconhecida pela Federação Goiana de Futebol. Informalmente o torneio é conhecido como Super Campeonato Goiano.
O campeão foi o Vila Nova que conquistou seu primeiro título goiano na história da competição - excluindo os goianienses. O Botafogo de Buriti foi a vice-campeão.

## Regulamento
A competição foi disputada pelo Vila Nova (campeão goianiense de 1961), Ipiranga (representante anapolino) e Botafogo de Buriti Alegre (campeão goiano do interior de 1961). Os três times jogaram em turno e returno, com o título ficando para a equipe que somou mais pontos.

## Participantes
| Equipe             | Cidade        | Classificação               | Em 1961 | Estádio (mando)   | Participação | Títulos        |
| ------------------ | ------------- | --------------------------- | ------- | ----------------- | ------------ | -------------- |
| Botafogo de Buriti | Buriti Alegre | Campeão Interiorano de 1961 | NP      | Edgar Ferreira    | 1ª           | 0 (não possui) |
| Ipiranga           | Anápolis      | Convidado                   | NP      | Manoel Demóstenes | 3ª           | 0 (não possui) |
| Vila Nova          | Goiânia       | Campeão Goianiense de 1961  | NP      | Pedro Ludovico    | 1ª           | 0 (não possui) |

## Estádios

Edgar Ferreira
Manoel Demóstenes
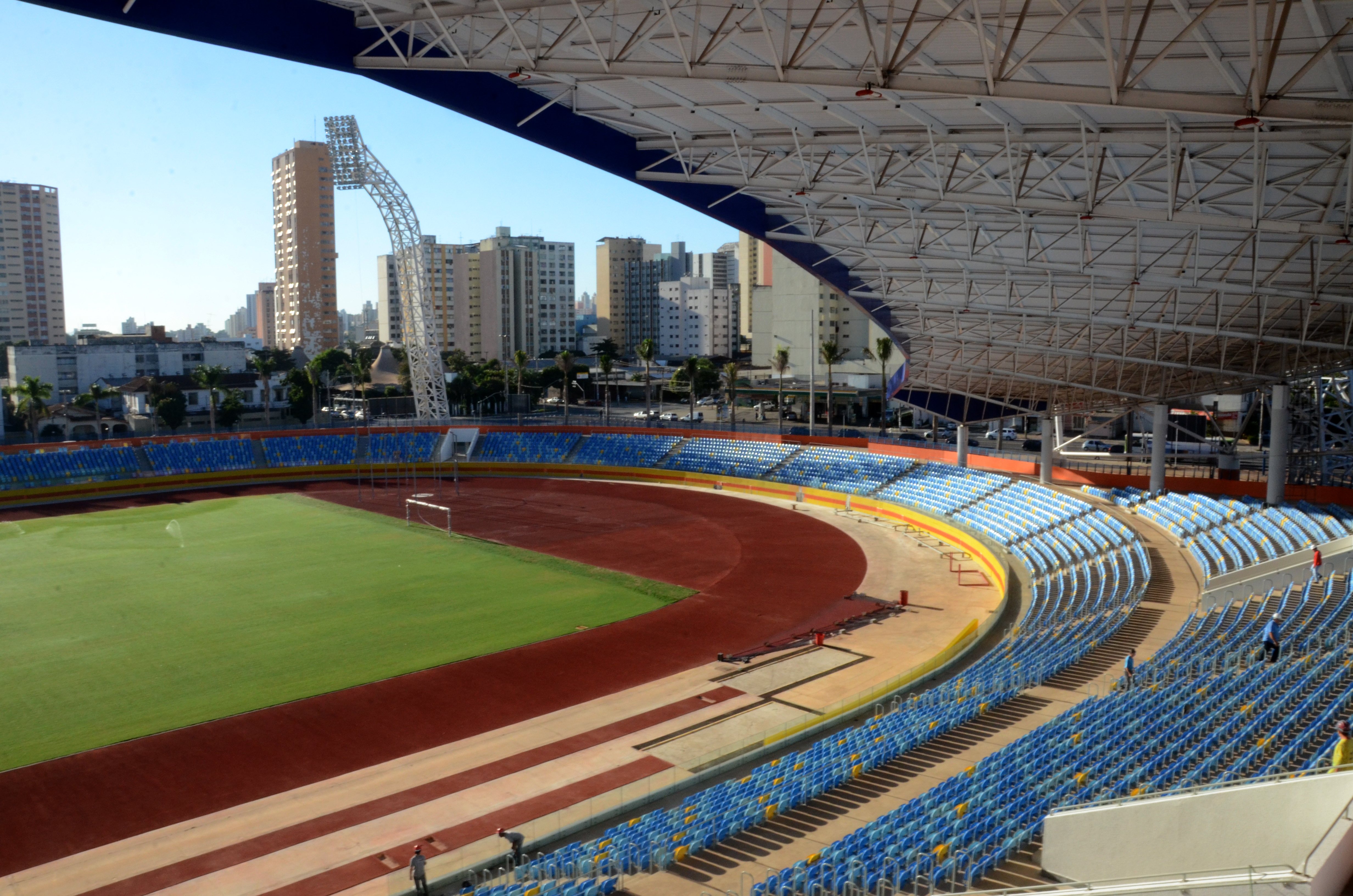
Pedro Ludovico

## Tabela

### Fase única
Primeira Rodada
| 13 de maio de 1962 | Ipiranga | 1 – 2 | Botafogo de Buriti | Manoel Demóstenes |
|                    |          |       |                    |                   |

Segunda Rodada
| 20 de maio de 1962 | Vila Nova | 1 – 0 | Ipiranga | Estádio Olímpico |
|                    |           |       |          |                  |

Terceira Rodada
| 27 de maio de 1962 | Botafogo de Buriti | 0 – 4 | Vila Nova | Campo de Buriti |
|                    |                    |       |           |                 |

Quarta Rodada
| 22 de julho de 1962 | Botafogo de Buriti | 2 – 1 | Ipiranga | Campo de Buriti |
|                     |                    |       |          |                 |

Quinta Rodada
| 5 de agosto de 1962 | Ipiranga | 1 – 2 | Vila Nova | Manoel Demóstenes |
|                     |          |       |           |                   |

Sexta Rodada
| 12 de agosto de 1962 | Vila Nova | 3 – 0 | Botafogo de Buriti | Estádio Olímpico |
|                      |           |       |                    |                  |

## Premiação
| Campeonato Goiano 1961        |
| ----------------------------- |
| Vila Nova Campeão (1º título) |